# تحقيق مع مواطن فوق مستوى الشبهات (فلم)
تحقيق مع مواطن فوق مستوى الشبهات (بالإنجليزية: Investigation of a Citizen Above Suspicion) هو فيلم جريمة تم إنتاجه في إيطاليا وصدر في سنة 1970.

## ترشيحات وجوائز
| السنة | الحدث  | الفئة           | النتيجة  |
| ----- | ------ | --------------- | -------- |
|       | أوسكار | أفضل فيلم أجنبي | فـــــوز |

## وصلات خارجية
- مقالات تستعمل روابط فنية بلا صلة مع ويكي بيانات